# Ascotis promptaria
Ascotis promptaria är en fjärilsart som beskrevs av Walker 1860. Ascotis promptaria ingår i släktet Ascotis och familjen mätare. Inga underarter finns listade i Catalogue of Life.